# 上官乡
上官乡，中国浙江省西北部杭州市富阳区下辖的一个乡。
有“中国球拍之乡”之称。

## 行政区划
现辖：
四堡村、深里村、芳村、剡溪村和大盛村。